# Закриничье (Винницкая область)
Закриничье (укр. Закриниччя) — село на Украине, находится в Оратовском районе Винницкой области.
Код КОАТУУ — 0523186602. Население по переписи 2001 года составляет 163 человека. В 2020 году проживает почти 70 человек. Почтовый индекс — 22613. Телефонный код — 4330.
Занимает площадь 1,292 км².

## Адрес местного совета
22613, Винницкая область, Оратовский р-н, с. Челновица, ул. Ленина, 58